# Psectrocladius
Psectrocladius (лат.) — род комаров-звонцов из подсемейства Orthocladiinae.

## Описание
Длина тела комаров 1,3-3,7 мм. Глаза без волосков. Пульвиллы на лапках хорошо развиты. Первая кубитальная жилка крыла прямая. Окраска груди варьирует от жёлтой до тёмно-бурой или чёрной. Брюшко может быть зеленовато- или желтовато-коричневым или полностью чёрным.
У личинок хорошо развиты ложноножки и анальные жабры. На предпоследнем сегменте брюшка имеются крупные выросты (подставки), несущие кисточку из щетинок. В нижней части на задней поверхности подставок имеется выступ покрытый сильно склеротизированными шипиками.
У куколок по заднему краю III и VIII тергитах брюшка имеются желтоватые щипики, а бугорки в центре этих тергитов покрыт чёрными шипиками. На последнем сегменте брюшка имеются пара лопастей, по боковым краям которых расположены плавательные щетинки, а на вершинах лопастей — более крепкие щетинки.

## Экология
Личинки развиваются преимущественно в стоячих или медленно текущих биотопах. Некоторые виды строят домики.

## Классификация
В составе рода описано более 70 видов.

## Распространение
Широко распространён по всему миру, за исключением Австралии и Антарктиды. Наибольшее видовое богатство отмечено в голарктическом регионе.